# Palaeomymar duisburgi
Palaeomymar duisburgi är en stekelart som först beskrevs av Stein 1877.  Palaeomymar duisburgi ingår i släktet Palaeomymar och familjen bälgnacksteklar. Inga underarter finns listade i Catalogue of Life.